# آرتل وستوک
آرتل وستوک (به قزاقی: Artel' vostok) یک منطقهٔ مسکونی در قزاقستان است که در استان آلماتی واقع شده‌است.